# 一次偿还贷款
一次偿还贷款，是一种银行贷款的形式。银行发放的要求到期一次偿还的贷款。
银行发放这种贷欺时，有两种形式：
- 一次发放，一次偿还：银行把贷款合同确定的贷款额度一次全部贷给借者，借者一次还清。
- 分次发放，银行根据借者实际需要，分次发放贷款；但偿还期只有一个，偿还的本金是全部贷款额。利息可以分次结算，但在偿还本金时，全部利息必须结清。